# Nörder-Åssjön
Nörder-Åssjön är en sjö i Åre kommun i Jämtland och ingår i Indalsälvens huvudavrinningsområde. Sjön har en area på 0,353 kvadratkilometer och ligger 321 meter över havet. Sjön avvattnas av vattendraget Mörtån.

## Delavrinningsområde
Nörder-Åssjön ingår i det delavrinningsområde (702657-140046) som SMHI kallar för Utloppet av Nörder-Åssjön. Medelhöjden är 359 meter över havet och ytan är 9,1 kvadratkilometer. Det finns ett avrinningsområde uppströms, och räknas det in blir den ackumulerade arean 33,4 kvadratkilometer. Mörtån som avvattnar avrinningsområdet har biflödesordning 2, vilket innebär att vattnet flödar genom totalt 2 vattendrag innan det når havet efter 272 kilometer. Avrinningsområdet består mestadels av skog (63 procent) och sankmarker (21 procent). Avrinningsområdet har 0,35 kvadratkilometer vattenytor vilket ger det en sjöprocent på 3,9 procent.